# مدزو
مدزو (به آلمانی: Untermetzenseifen) یک شهرک با جمعیت ۳٬۷۷۶ نفر که در Košice-okolie District، اسلواکی واقع شده‌است.